# 小野光洋
小野 光洋（おの こうよう、1898年4月4日 - 1965年11月19日）は、日蓮宗僧侶、参議院議員（1期）。文教大学創立者。

## 来歴
山梨県東八代郡富士見村（現・笛吹市）東油の妙油寺住職小野日祥の息子として生まれる。幼名はみのる。
1918年、旧制甲府中学卒業後、日蓮宗大学補習科入学、また同時期に得度。1924年、日蓮宗大学本科を卒業後、翌年、同大学が立正大学となったため再度文学部哲学科に入学。1927年、馬田行啓と共に立正学園を設立。戦後1946年には同学園理事長に就任するほか、学園の各種学校の校長にもなった。1953年には新設された立正学園女子短期大学の学長に就任。また1947年には日本私立中学高等学校連合会理事長にもなった。
私立学校教職員共済組合、日本私立短期大学協会、東京都私立短期大学協会、私学会館、財団法人日本私学教育研究所の設立に次々と関わり、私立学校の発展に寄与した。日蓮宗戦災寺院復興局の委員として宗門の再生にも尽力。
1924年には大正新脩大蔵経刊行会で活動している。
1947年、第1回参議院議員通常選挙に自由党から全国区で立候補し当選した。第2次吉田内閣の文部政務次官として執務に当たるも、法隆寺金堂壁画が焼失した責任を取って下条康麿文部大臣と共に辞任。第2回参議院議員通常選挙では落選した。
1956年春の褒章で学園経営や校長に就いて教育振興に寄与したとして藍綬褒章受章。
1965年11月29日、腸癌のため東京都新宿区の慶應義塾大学病院で死去、67歳。死没日をもって勲二等瑞宝章追贈、従四位に叙される。